# Уллестад, Анн
Анн Уллестад (норв. Ann Ollestad; 3 августа 1952 ) — норвежский дипломат, посол Норвегии в Мьянме.

## Биография
Родилась Анн Уллестад в столице Норвегии городе Осло 3 августа 1952 года. Она получила степень магистра политологии в 1983 году. В 1987 году принята на работу в качестве консультанта в Министерство развития сотрудничества. Потом занимала различные должности в Министерстве иностранных дел в Осло и за рубежом, в том числе в Париже, Бонне и Женеве. С 2002 по 2007 год глава Департамента прессы, культуры и информации в Министерстве иностранных дел.
В 2004 году стала кавалером ордена «За заслуги перед Итальянской Республикой».
В 2007 году Анн Уллестад была назначена послом Норвегии в Индии, а также в Бутане.
В 2013 году она была назначена послом в недавно открывшемся норвежском посольстве в Мьянме.